# Aleksandra Kolontái
Aleksandra «Shura» Mijáilovna Kolontái (en ruso: Алекса́ндра Миха́йловна Коллонта́й; San Petersburgo, 19 de marzojul./ 31 de marzo de 1872greg.-Moscú, 9 de marzo de 1952) fue una destacada revolucionaria, diplomática y política feminista marxista soviética. Bolchevique desde 1915, fue la primera mujer de la historia en estar al frente de un ministerio en el Gobierno de una nación (véase Sovnarkom). Trabajó en pro de los derechos y libertades de las mujeres y de la modificación de los aspectos de las leyes que hacían a la mujer una subordinada del varón, le negaban derecho al voto y la hacían ganar menos salario y trabajar en peores condiciones que los varones.

## Biografía
Pertenecía a una familia aristocrática rusa de origen ucraniano que anclaba sus raíces más allá del siglo XIII. Su padre, Mijaíl Alekséievich Domontóvich, era un general al servicio del zar, y su madre, Aleksandra Aleksándrovna Masálina (apellido del primer matrimonio Mravínskaya) provenía de una familia de campesinos fineses que había hecho una gran fortuna en la industria maderera. Aleksandra estuvo siempre muy unida a su padre, quien inculcó en la joven el interés por la historia y la política desde una óptica liberal. Con su madre tendría alguno que otro conflicto, sobre todo cuando mostró interés por continuar sus estudios, algo que para su madre, no era apto ni necesario para una mujer. Fue educada por un instructor particular.
A los 19 conoció al que sería su marido, Vladímir Lúdvigovich Kolontái, un estudiante de ingeniería de origen modesto que no fue aceptado por su madre. Tras afiliarse en 1896 al partido socialista, abandonó a su marido y su hijo para estudiar en Zúrich (Suiza) centro neurálgico de las jóvenes estudiosas afines a las ideas socialistas. Se afilió al Partido Obrero Socialdemócrata Ruso en 1899.

Participó en los acontecimientos revolucionarios de 1905, tras presenciar la matanza de obreros frente al Palacio de Invierno. Kolontái escribió entonces artículos y organizó asociaciones de trabajadoras rusas. Tuvo que exiliarse a raíz de la publicación de un artículo titulado Finlandia y el socialismo en el que animaba a los finlandeses a sublevarse contra la ocupación rusa. Esto le dio oportunidad de viajar por toda Europa y entrar en contacto con partidos socialistas en diversos países como Alemania, Gran Bretaña y Francia.

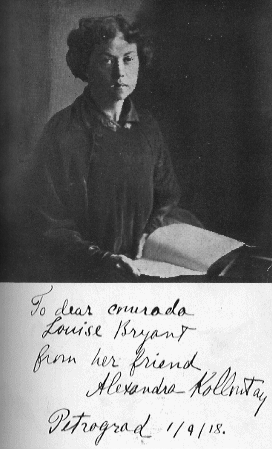
Para la querida camarada Louise Bryant de su amiga Aleksandra Kolontái. Petrogrado, 1 de septiembre de 1918

Se opuso activamente a la Primera Guerra Mundial por sus motivaciones imperialistas al servicio de la clase dominante. Por esta razón, en junio de 1915 se unió a los bolcheviques, que "eran los que más consecuentemente combatían el Socialpatriotismo", y viajó por diversos países haciendo campaña contra la guerra.
Al desatarse los sucesos de la Revolución de Febrero en 1917, Aleksandra Kolontái regresó a Rusia, donde fue elegida miembro del Comité Ejecutivo del Sóviet de Petrogrado. Apoyó a Lenin en su visión de los soviets como organismos para el ejercicio del poder y la necesidad de superar la revolución burguesa con la revolución proletaria.
Pocos meses antes de octubre de 1917, fue elegida miembro del Comité Central del Partido y votó a favor de la insurrección y de la toma del Palacio de Invierno para construir así un Estado obrero.
Tras la toma del poder, Aleksandra Kolontái fue elegida para el Comisariado del Pueblo para la Asistencia Pública en el primer Gobierno de Lenin (Sovnarkom). Fue una de las personas que más hizo para conseguir los derechos y libertades de las mujeres y modificar aspectos de las leyes que hacían a la mujer una subordinada del varón, le negaban derecho al voto y la hacían trabajar con menor salario y en peores condiciones que los varones. La Revolución consiguió poner las bases para igualdad real entre varones y mujeres, liberando las relaciones familiares y las relaciones sexuales. Se aprobaron el divorcio y el aborto, y se otorgaba a las mujeres beneficios sociales en forma de salarios de maternidad, guarderías y hogares para los niños. Asimismo se desarrollaron campañas de información para dar a conocer a las mujeres sus nuevos derechos. 
En 1918, Kolontái fue una de las organizadoras del Primer Congreso Panruso de Mujeres Trabajadoras. De este congreso nació el Zhenotdel (Departamento de la Mujer), un organismo dedicado a promover la participación de las mujeres en la vida pública, y en proyectos sociales, y de manera muy especial la lucha contra el analfabetismo. El Zhenotdel tenía su propia revista llamada Kommunistka (Mujer Comunista) y Kolontái era parte de su Consejo editorial. Todo este esfuerzo consiguió poner las bases para el surgimiento de la mujer nueva en toda Rusia.
En 1921, Kolontái se puso del lado de la Oposición Obrera, una corriente del Partido Comunista nacida en el entorno de los sindicatos y encabezada por el dirigente de los trabajadores metalúrgicos Aleksandr Shliápnikov. Esta corriente tenía como consignas entregar la dirección de la economía a un Congreso de productores, que los sindicatos establecieran la dirección de las empresas y fábricas y que los trabajadores eligieran a los principales administradores. El Décimo Congreso del PCUS ordenó disolver este grupo en 1921, decisión que fue apelada inútilmente ante la Internacional Comunista, en tanto se fortalecía el régimen de Lenin y se promovía la Nueva Política Económica hasta 1928.

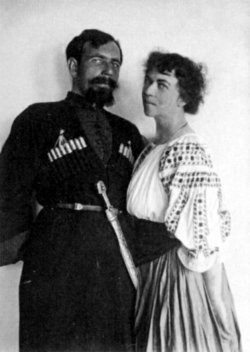
Pável Dybenko y Aleksandra Kolontái

Tras el fracaso de la Oposición Obrera Aleksandra Kolontái quedó marginada y perdió gran parte de su influencia política. En 1922, pasó al servicio diplomático siendo una de las primeras mujeres de la historia en ocupar cargos diplomáticos importantes. Kolontái fue enviada, inicialmente como consejera, a la misión comercial soviética en Noruega y cuando Noruega y la URSS establecieron relaciones diplomáticas oficiales en 1924, Kolontái fue colocada a la cabeza de la legación soviética, primero como encargada de negocios y poco después como ministra plenipotenciaria.
El 17 de septiembre de 1926, Kolontái fue nombrada ministra plenipotenciaria de la URSS en México, en sustitución de Stanislav Stanislavovich Pestkovski. 
La "embajadora" Kolontái entabló amistad en México con el pintor David Alfaro Siqueiros, su esposa Graciela Amador Sandoval, Frida Kahlo,  Diego Rivera, Tina Modotti y otras personalidades de la vida artística y política del país. 
Regresó a Noruega y, finalmente, en 1930 a Suecia, donde permaneció hasta 1945, finalmente llegando a ser nombrada embajadora en 1943 (probablemente la primera mujer en ocupar tal puesto en la historia de la diplomacia moderna) siendo que su imagen personal resultaba valiosa al régimen de Stalin como modelo de la emancipación femenina soviética. Por otro lado, ella se había alineado disciplinadamente con los seguidores de Stalin desde 1927 al publicar en Pravda un artículo de crítica radical contra la Oposición unificada.
En Suecia, tuvo como médica personal y amiga a la líder feminista Ada Nilsson, con la que mantuvo después una afectuosa correspondencia, a quien incluso le encargaba los medicamentos que no podía obtener en la URSS. También formó parte de la delegación soviética en la Sociedad de Naciones hasta que la URSS fue expulsada de esta organización en diciembre de 1939. Durante la Segunda Guerra Mundial Kolontái mantuvo activos los vínculos entre la URSS y Suecia, lo cual resultó de alta importancia al permitir al Gobierno soviético mantener el contacto con un país neutral donde operaban diplomáticos del Eje. En contrapartida, sus casi veinte años de actividad diplomática fuera de la URSS hicieron que su influencia política en el PCUS desapareciera, mientras las purgas estalinistas causaban la muerte a los veteranos de la "Oposición Obrera" y también a su propio exesposo, Pável Dybenko.

## Derechos de las mujeres
Kolontái era partidaria de una organización específica de la mujer en los partidos obreros e intentó establecer en Oposición Obrera el grupo que organizó frente al leninismo oficial.
Impulsó la modificación de las leyes que establecían la subordinación de la mujer al varón, defendió el derecho femenino al voto y la premisa de "a igual trabajo igual salario" de las mujeres en las mismas condiciones que los hombres. Luchó por el derecho al divorcio, la creación de guarderías y hogares para menores, y la protección de la maternidad.
En “Orígenes de la familia” señaló que en la sociedad comunista, la igualdad, el reconocimiento recíproco de los derechos y la comprensión fraternal debían constituir los principios fundamentales de las relaciones entre mujeres y hombres.
Trató el tema de la liberación sexual femenina en dos de sus obras: La Nueva Mujer y El Amor en la Sociedad Comunista. Para ella la "mujer nueva" se caracterizaría por exigencias propias, afirmando su personalidad, protestando por la servidumbre de la mujer dentro del Estado y de la familia y luchando por sus derechos dejando de ser el complemento del esposo.
El matrimonio que convertía a la esposa en una propiedad más del marido sería sustituido por la unión libre entre sexos, basada en el verdadero y puro amor y no en lazos contractuales.
En las relaciones sexuales, la mujer nueva no renunciaría a su naturaleza femenina, ni al placer de la carne y elegiría libremente al hombre que quisiese como padre de su descendencia. Sobre la prostitución consideró que se trata de una experiencia insatisfactoria tanto para el hombre, que comprando las caricias de una mujer nunca experimentará el verdadero éxtasis erótico, como para la prostituta, que nunca alcanzará plenitud y armonía vendiendo su cuerpo.

## Honores

### Honores soviéticos
Orden de Lenin
Orden de la Bandera Roja del Trabajo (2)

### Honores extranjeros

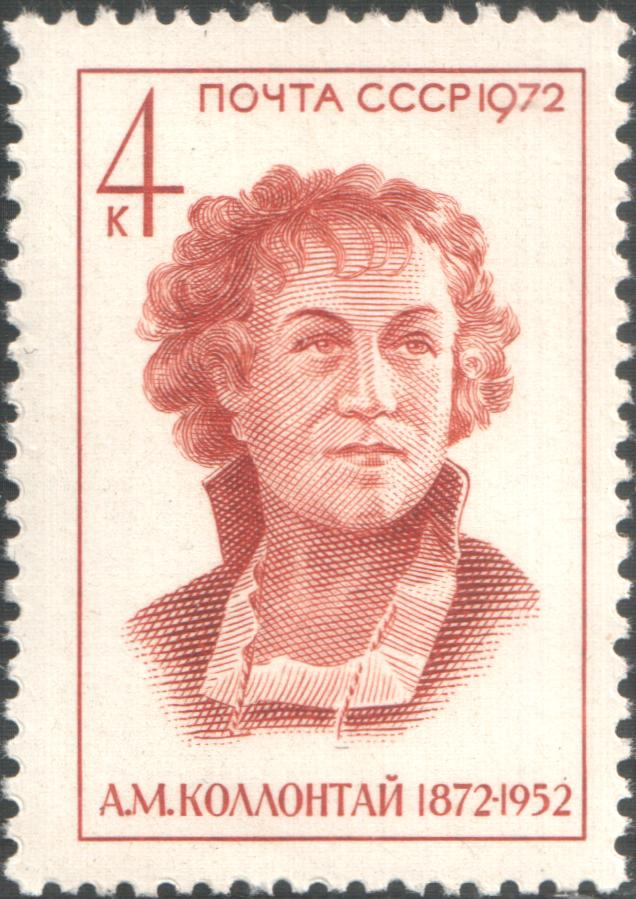
Sello conmemorativo soviético de 1972

Orden del Águila Azteca (México)
Orden de San Olaf (Noruega)

## Memoria
El asteroide (2467) Kollontai, descubierto en 1966 por la astrónoma Liudmila Chernyj, está dedicado a Aleksandra Kolontái. Un pueblo de la óblast de Kaluga y calles de San Petersburgo, Novoshájtinsk, Dnipró, Mykoláiv y Járkiv llevan su nombre.
El crecimiento del movimiento feminista en la década de 1970 estimuló un nuevo interés por la vida y los escritos de Aleksandra Kolontái en todo el mundo. Posteriormente se publicó una serie de libros y folletos de Kolontái y sobre ellos, incluidas biografías completas de las historiadoras Cathy Porter, Beatrice Farnsworth y Barbara Evans Clements. En 1982, Rosa von Praunheim realizó la película Red Love, basada en una novela corta de Kolontái. Kolontái fue el tema de la película para televisión de 1994, A Wave of Passion: The Life of Alexandra Kollontai, con Glenda Jackson como la voz de Kolontái. Greta Garbo interpretó a una diplomática soviética de la década de 1930 con opiniones poco convencionales sobre la sexualidad, probablemente inspiradas en Kolontái, en la película Ninotchka (1939). En 2017, cuatro cantautores catalanes crearon el grupo Les Kol·lontai para participar en el festival BarnaSants, coincidiendo con el centenario de la Revolución de Octubre.

## Repercusión en España
Muy pronto se editaron en España sus obras, como sucedió en 1928 con La bolchevique enamorada (Oriente, Madrid) y 1930 con La juventud y la moral sexual, (Estudios Sociales, Madrid). Con la instauración de la II República y el auge de las organizaciones revolucionarias y feministas, éstas divulgaron su lucha por la emancipación de las mujeres: 1931, La mujer nueva y la moral sexual (Madrid); 1937, El comunismo y la familia (Editorial Marxista, Barcelona) y El amor y la moral sexual (Secretariado Femenino del POUM, Barcelona).

Durante la dictadura franquista, se enterró su recuerdo. Nada más morir Franco, comenzaron a reeditarse sus obras, que interesaron a una sociedad altamente politizada, en la que irrumpió el movimiento feminista, que sintió en ella una precursora. Según los datos de la BNE , ese mismo año de 1975 se publicaron dos obras, y en 1976, cuatro, entre las que se cuentan dos con amplios estudios introductorios que valorizaron textos abiertamente feministas, a cargo de las historiadoras y feministas Yolanda Marco y Carmen Parrondo. El contexto social queda explicitado por esta última:
«Borrada de la historia oficial del comunismo, su obra tiene hoy plena vigencia. Los actuales movimientos feministas se debaten con la misma problemática que en la época de Kollontay: por un lado el apoliticismo, acompañado de una actitud sexista, que domina en algunos grupos; por otro, la indiferencia y el paternalismo de la mayoría de los partidos progresistas ante la situación de la mujer en su práctica cotidiana, aunque a nivel ideológico se dé por resuelto el tema».
Desde inicios del siglo XXI, con la extensión de los estudios feministas, han sido numerosas las reediciones de su obra.

## Algunas publicaciones

### En alemán
- Autobiographie einer sexuell emanzipierten Kommunistin. Guhl, Berlín 1989, ISBN 3-88220-015-4
- Ich habe viele Leben gelebt… Autobiographische Aufzeichnungen. Dietz, Berlín (DDR) 1987, ISBN 3-7609-0523-4 (ligeramente reducida en comparación con la ver. rusa, con 50 fig.)
- Mein Leben in der Diplomatie. Aufzeichnungen aus den Jahren 1922 bis 1945. Dietz, Berlín 2003, ISBN 3-320-02043-9
- Die neue Moral und die Arbeiterklasse. Verlag Frauenpolitik, Münster 1977, ISBN 3-88175-025-8
- Die Situation der Frau in der gesellschaftlichen Entwicklung. 14 Vorlesungen. Verlag Neue Kritik, Frankfurt/M. 1977, ISBN 3-8015-0140-X
- Wassilissa Malygina. Erzählungen über „Wege der Liebe“ im frühen Sowjet-Russland. Frauen zwischen Ehe und Revolution. Verlag Roter Stern, Frankfurt/M. 1974, ISBN 3-87877-067-7 (repr. ed. Berlín 1925)
- Wege der Liebe. Drei Erzählungen. Der Morgenbuch-Verlag, Berlín 1992, ISBN 3-371-00357-4 (repr. ed. Berlín 1925)
- Der weite Weg. Erzählungen, Aufsätze, Kommentare. Verlag Neue Kritik, Frankfurt/M. 1979, ISBN 3-8015-0160-4

### En castellano
- Autobiografía de una mujer sexualmente emancipada y otros textos sobre el amor, Horas y Horas, Madrid, 2015. ISBN 978-84-96004-62-7
- Autobiografía de una mujer emancipada - La juventud comunista y la moral sexual - El comunismo y la familia - Plataforma de la oposición obrera (3.ª edición), Fontamara, Barcelona, 1978. ISBN 84-7367-028-0
- Catorce conferencias en la Universidad Sverdlov de Leningrado, Cienflores, Madrid, 2018. ISBN 978-987-45535-1-5
- El amor de las abejas obreras, Alba, Barcelona, 2008. ISBN 978-84-8428-419-2
- El amor y la mujer nueva, Cienflores, Madrid, 2017. ISBN 978-987-4039-08-8
- La bolchevique enamorada, Txalaparta, Tafalla, 2008. ISBN 978-84-8136-509-2
- La mujer nueva y la moral sexual - El amor y la moral sexual - Las relaciones entre los sexos y la lucha social - El amor en la sociedad comunista - El comunismo y la familia - Hermanas, Ayuso, Madrid, 1976. ISBN 84-336-0122-9
- Las relaciones sexuales y la lucha de clases, En Lucha, n/a, 2011. ISBN 9789588926667
- Mujer y lucha de clases, Viejo Topo, Barcelona, 2016. ISBN 978-84-16288-78-6